# Wilhelm Brasse
Wilhelm Brasse (Żywiec, 3 dicembre 1917 – Żywiec, 23 ottobre 2012) è stato un fotografo polacco.
La sua notorietà deriva dall'essere stato per quasi 5 anni "fotografo di Auschwitz". Nel 2005 la tv polacca ha realizzato un documentario Il Ritrattista (Portrecista) sulla sua vita e sul suo lavoro, andato in onda la prima volta sul canale polacco TVP1 il 1º gennaio 2006.
Fotografo ritrattista di professione, durante la guerra fu costretto dai nazisti del campo di concentramento di Auschwitz a ritrarre i prigionieri. Brasse ha stimato di aver ripreso tra i 40 e i 50.000 "ritratti" dal 1940 al 1945, prima di essere trasferito in un altro campo di concentramento in Austria, dove fu liberato dalle forze americane nel maggio 1945.

## Biografia
La madre era polacca, mentre il padre era discendente da una famiglia austriaca, anche se, nella Polonia divisa, combatté con l'esercito polacco nella guerra polacco-sovietica del 1919-1921. Wilhelm Brasse apprese i rudimenti della fotografia nello studio della zia a Katowice. In seguito all'invasione della Polonia nel 1939, in quanto di origine austriaca, ebbe pressioni dai nazisti per entrare nella Wehrmacht. Essendosi rifiutato fu interrogato ripetutamente dalla Gestapo. Fallita la fuga in Francia, catturato al confine con l'Ungheria venne incarcerato per quattro mesi. Continuando a rifiutarsi di "dichiarare la sua fedeltà a Hitler", il 31 agosto 1940 fu deportato come prigioniero numero 3444 nel campo di concentramento di Auschwitz, subito dopo l'apertura.
Nel febbraio 1941 venne chiamato dal comandante di Auschwitz, Rudolf Höß, artefice della rapida costruzione del campo di sterminio e dell'uso delle camere a gas con il famigerato Zyklon B per velocizzare le uccisioni, soluzione proposta dal suo luogotenente Karl Fritzsch. Tenuto conto delle capacità in campo fotografico, sia di ripresa che di sviluppo e stampa, e per la conoscenza della lingua tedesca, Brasse, insieme ad altri fotografi, ricevette l'ordine di documentare tutti i prigionieri del campo ritraendoli sia di fronte che nei due profili destro e sinistro, dando vita alla "Erkennungsdienst", unità di identificazione fotografica, una sezione della Reichssicherheitshauptamt. 
Un anno e mezzo dopo, Brasse incontrò Josef Mengele, il medico criminale nazista, il "dottor morte", che gli ordinò di fotografare le sue vittime nel corso degli esperimenti, nonché coloro che presentavano caratteristiche particolari come i gemelli, persone con disordini congeniti ecc. che divennero le cavie del suo laboratorio. Con l'avvicinarsi del fronte, dopo l'entrata dei sovietici in Polonia, con l'Operazione Vistola-Oder, agli inizi del 1945, in previsione di abbandonare Auschwitz-Birkenau, i nazisti ordinarono a Brasse di distruggere fotografie e negativi, ma lui disobbedì, nascondendo la maggior parte delle sue 40-50.000 immagini nei dormitori e facendole pervenire alla Resistenza, tanto che furono recuperate dai sovietici e conservate fino ad oggi. Si calcola che delle 200.000 foto scattate ai prigionieri dai vari fotografi di Auschwitz, solo un quinto si siano salvate.
Nei giorni successivi, i nazisti deportarono Brasse ed altre migliaia di prigionieri nei campi di concentramento di Mauthausen-Gusen, in Austria, gli ultimi ancora rimanenti nell'area controllata dai tedeschi, in particolare nel campo di Ebensee, dove Wilhelm Brasse rimase imprigionato fino all'arrivo degli alleati nel maggio del 1945. Alla fine della guerra tornò a Zywiec, tra l'altro a pochi chilometri da Auschwitz-Birkenau, ma non riuscì più a scattare fotografie ed anzi, ne provava una certa repulsione, dopo aver inquadrato per quasi 5 anni persone, anche molti bambini e ragazzi, destinate tutte alle camere a gas. Nonostante possedesse ancora una macchina fotografica Kodak, in una intervista, dichiarò che non avrebbe più scattato fotografie. Aprì un salumificio, si sposò ed ebbe due figli, Lidia e Jerzy. È stato un attivo testimone della Shoah «accettando di testimoniare l’orrore di cui era stato testimone nel corso di interviste, portando gli studenti a visitare il lager e parlando nelle scuole». È morto all'età di 94 anni. 

## Il Ritrattista

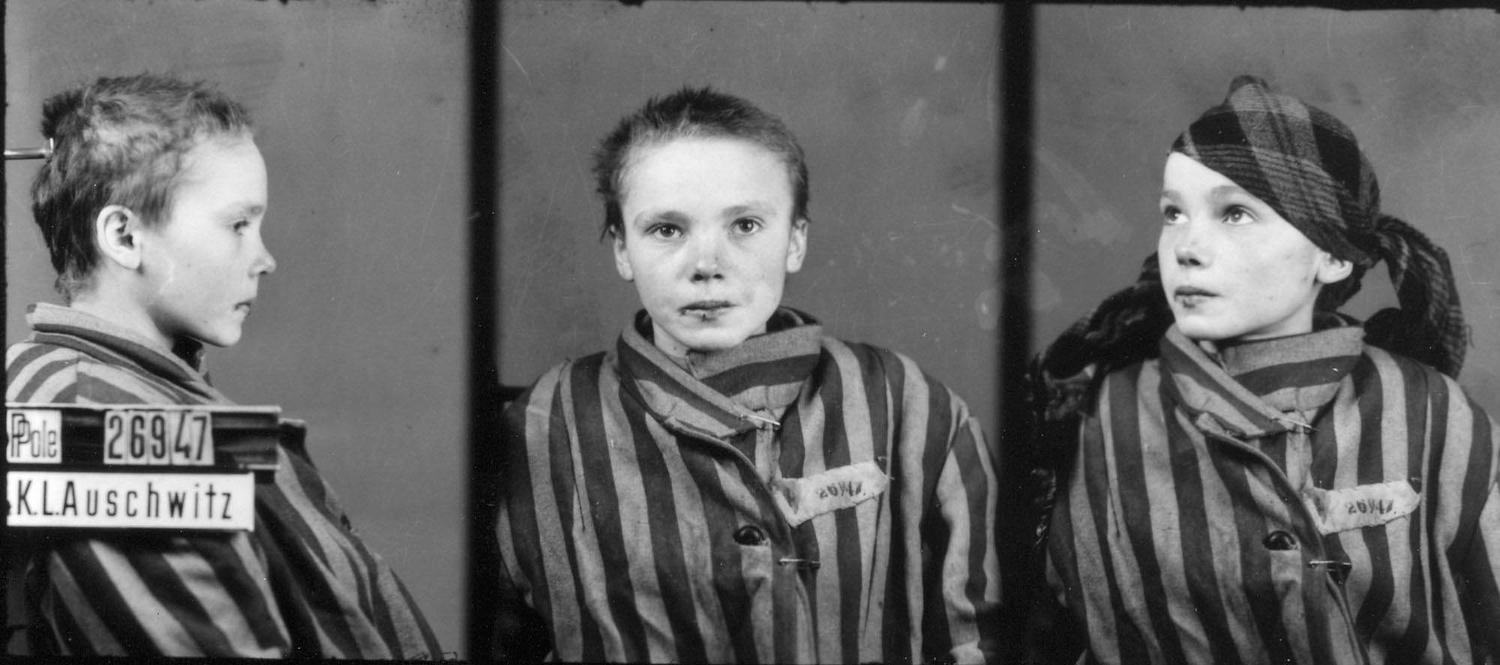
Esempio di trittico fotografico realizzato da Brasse per ogni detenuto internato. La ragazza nella foto è la 14enne Czesława Kwoka, che non parlava tedesco, uccisa di lì a poco. Come testimonia Brasse, prima della foto la ragazza era stata picchiata e bastonata dai nazisti

Il film documentario di 52 minuti intitolato Il Ritrattista (titolo originale: Portrecista, Polonia, 2005), diretto da Irek Dobrowolski e prodotto da Anna Dobrowolska, è stato presentato per la prima volta alla televisione polacca TVP1 il 1º gennaio 2006 e presentato alla West London Synagogue nel 2007. Il film ha vinto molti altri premi internazionali.
Il Ritrattista racconta la vita e l'opera di Wilhelm Brasse che inizia nello studio della zia dove ha imparato a fare i ritratti e che amava molto la fotografia. Dopo essere stato imprigionato nel campo di concentramento di Auschwitz nel 1940, all'età di 23 anni, fu costretto a fare "fotografie d'identità" agli altri detenuti tra il 1940 e il 1945, con "coraggio e abilità", documentando "la crudeltà che va oltre ogni parola... per le generazioni future". Dopo la sua liberazione alla fine della seconda guerra mondiale, Brasse non poteva continuare con la sua professione e non avrebbe mai più scattato un'altra fotografia.
Il giornalista inglese Fergal Keane afferma che: Brasse ci ha lasciato un'immagine potente nelle immagini, attraverso le quali possiamo vedere le vittime dell'Olocausto come umane e non come statistiche. Le fotografie sono l'opera di un uomo che ha combattuto per mantenere viva la sua umanità in un luogo di inimmaginabile malvagità.
Molte sue foto sono conservate presso Yad Vashem a Gerusalemme e presso il Museo di Auschwitz.